# 第二次世界大战中的战俘
第二次世界大战期间，战俘的命运因战俘公约的遵守与否而大不相同，这取决于战区和俘虏的行为。战争期间，约有 3500 万士兵投降，其中许多人被关押在战俘营。大多数战俘是在欧洲战场被俘的。约有 14% 的人（即 500 万人）在囚禁期间死亡。
第二次世界大战初期，纳粹德国因战俘数量过多而释放了许多战俘，但其中一些被用作强制劳工。随着战争的进展，战俘成为战略资产，越来越多地被用作强制劳工，或被视为获得对等待遇的重要筹码。战争结束后的几年内，大多数战俘都被遣返回国，但仍有明显的例外，轴心国战俘一直被关押在中国和苏联的集中营中，直到 1950 年代。
东线和太平洋战区的死亡率异常高，暴行、强迫劳动和饥饿现象普遍存在，尤其是轴心国俘虏的苏联和中国战俘。西方盟军对轴心国战俘的待遇很好，而苏联对轴心国战俘的待遇则非常苛刻。西方盟军战俘的待遇通常比其他大多数交战国要好，尽管日本人对他们的待遇的待遇很苛刻。
包括纽伦堡审判在内的战后审判起诉了违反战俘待遇的行为，但公众对此类罪行的认识要晚得多，尤其是在德国，而在日本和苏联，这个问题仍然基本被忽视。二战战俘在流行文化中被选择性地描述，西方媒体经常通过《大逃亡》等逃亡故事将其浪漫化，而轴心国和苏联对待战俘等更严酷的现实仍然没有得到充分体现。

## 历史

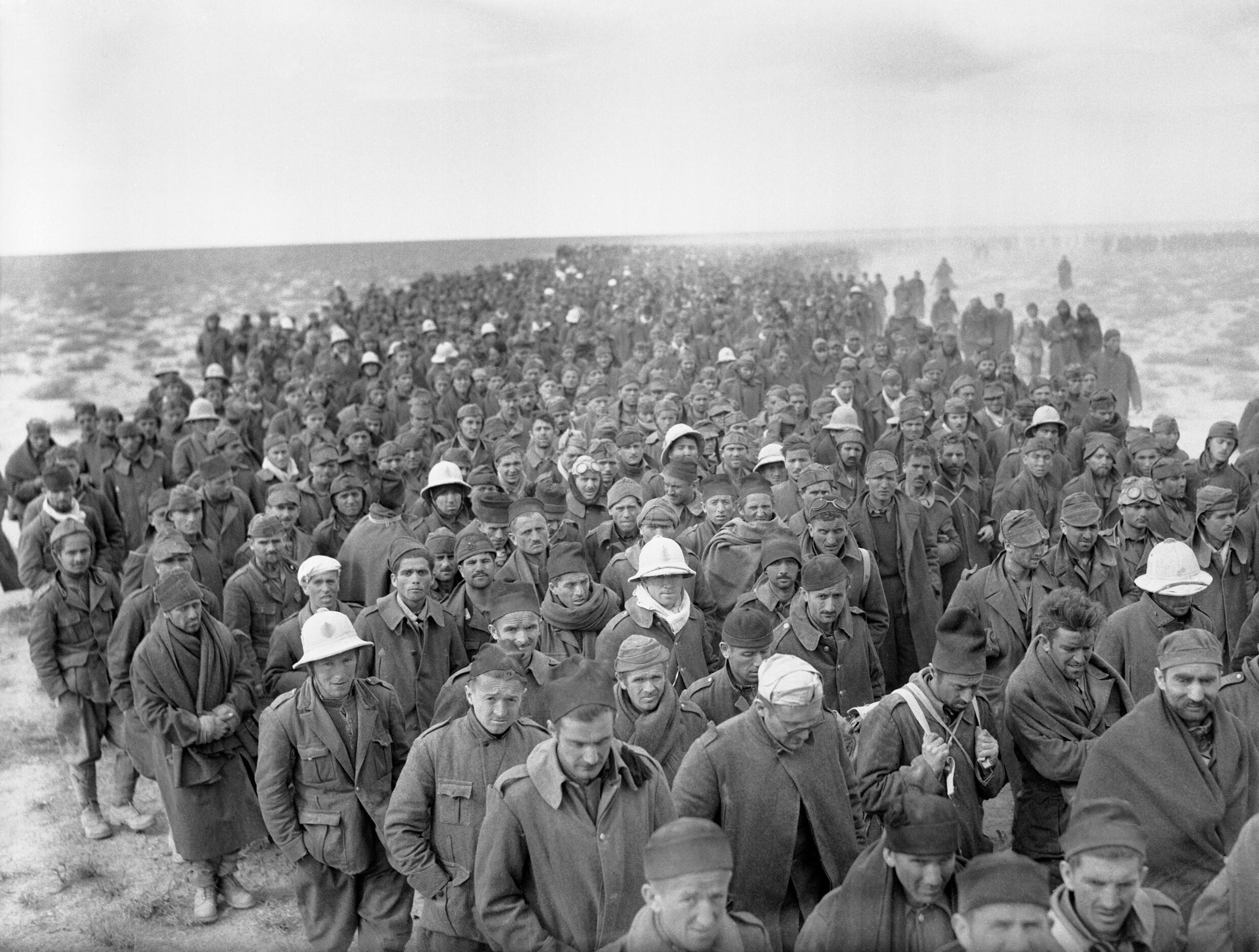
指南针行动期间被盟军俘虏的意大利士兵（1941 年）

大多数战俘被俘后，都在战俘营中度过战争。战争初期，德国占领了欧洲大部分地区，关押的战俘数量之多令德国措手不及。出于这个原因以及政治原因，德国假释释放了许多战俘（尤其是士兵）（结果，德国释放了所有荷兰人、丹麦人、所有佛兰芒比利时人、所有希腊人、十分之九的波兰人和近三分之一的法国战俘；但有些人，例如波兰人，几乎立即被强行征召为劳工。后来，战俘变得很有价值，被当作对方战俘得到良好待遇的保证，或直接用于艰苦（强迫）劳动。少数战俘通过战俘交换进行交换，主要是意大利与德国以及西方盟国之间（约 6,000 名意大利战俘、14,000 名德国战俘和 12,400 名盟军战俘通过这种方式进行交换）。
大多数战俘在 20 世纪 40 年代末获释。在大多数地方，他们受到民众的热烈欢迎，但主要的例外包括法国和苏联，法国社会“宁愿忘记他们”，而苏联则对他们颇多苛待。二战最后一批战俘是 1956 年从苏联集中营释放的德国人和日本人；一些日本人被关押在中国，直到 1964 年。也有少数例外，例如安德拉什·托马 (András Toma)的故事，他被认为是最后一批获释的二战战俘，2000 年人们发现他住在俄罗斯一家 精神病院，被捕 56 年后才被送回匈牙利。

## 战俘人数

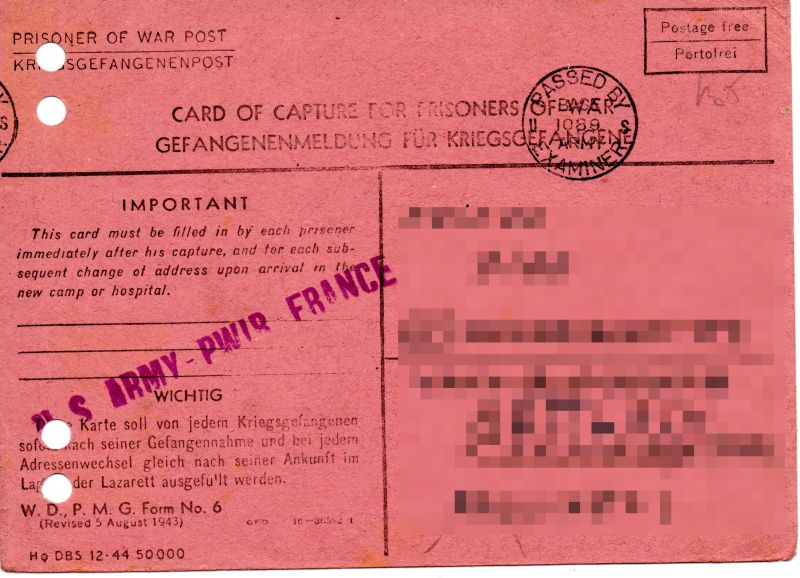
"战俘俘虏证", 一份与美国战俘有关的文件

20 世纪 90 年代中期，西蒙·麦肯齐（Simon MacKenzie）观察到，“由于许多交战国的记录不准确或无法获得，因此几乎不可能获得 [二战] 战俘的确切数字”。在某些情况下，如果整个国家都投降（例如比利时），大多数（如果不是全部）未阵亡的士兵在战斗中的某个时刻被俘，但许多人很快就被非正式释放；而其他人则被监禁多年。不同的估计可能将所有此类群体都算作战俘，也可能不算。同样，在战争结束时投降后被关押的德国和日本士兵通常不被归类为战俘（参见日本投降人员、解除武装的敌人和投降人员）。
麦肯齐引用了德国历史学家库尔特·W·波墨（Kurt W. Böhme）在 20 世纪 60 年代估计的 3500 万数字。麦肯齐认为这个估计是保守的，并在最近的著作中重复使用（例如2010 年代中期克里斯蒂安·格拉赫 (Christian Gerlach )的著作）。  鲍勃·摩尔(Bob Moore)在其专注于欧洲战场的专著中给出了“超过 2000 万”的估计，他认为这个数字被战后投降的轴心国军队人数夸大了。 
因此，按国家、原籍国或被捕人数估计也可能有所不同。关于国籍，一些估计包括：
按原产国划分：
- 所有战区俘虏的美军战俘：103,918 [9]（占总数的 2%[9] ）。其中，95,532 人被德军俘虏，21,580 [10] -26,943 被日军俘虏。
- 英国和英联邦在各个战场俘获的战俘共计：353,941[9]（占总数的 9%[9] ）；其中包括至少 15,000 名落入德国和意大利手中的英属印度军队的印度士兵（英语：British Indian Army）[1]。 其中，142,319[9]  -169,000 [1]被德国和意大利俘虏。1943 年中期，意大利关押了 70,000 名英国士兵（其中约 40,000 为英国士兵，其余来自英联邦领土）。[1]日本关押了 21,000[9]  -21,726[10] 澳大利亚人、50,016[9] [10]英国人、1,691 加拿大人、至少 60,000 [3]印度人和 121 新西兰人战俘。
- 比利时人：600,000-650,000 的比利时军队大部分被德国人俘虏；225,000 人被送往战俘营，其余人被释放。一年内，108,000名弗兰德比利时人也被释放。[5][1]
- 中国战俘：总数不详[8]，但据估计，在第二次中日战争（1937-1945 年）期间，每年都有“数万人”被俘。[11]
- 丹麦战俘：德国入侵丹麦后，德国迅速俘虏了丹麦军队，但丹麦人很快就被释放。1943 年，约 10,000 名丹麦士兵再次被捕并被关押在德国，但大多数人很快又被释放。[1]
- 荷兰战俘：德国入侵荷兰后，德国迅速俘虏了荷兰军队（约 30 万名士兵），丹麦人则很快被释放。然而，在后来的几次德国行动中，有超过 10,000 人被拘留。在战争的各个阶段，一小部分来自自由荷兰军（英语：Free Dutch forces）的士兵也被俘虏到德国成为战俘。[1] 37,000名荷兰殖民帝国军队的士兵被日本人关押。[10]
- 菲律宾战俘：被日本关押：至少 60,000 人[3]
- 芬兰战俘：苏联关押的人数：冬季战争[12]期间为900人；继续战争[12]期间为2377人[13]
- 法国战俘：被德国关押：估计在法国沦陷后有 1,500,000[9]、15 1、800,000[14] 到1900000[1]，其中包括约 100,000 名殖民辅助军人[1]。 1945 年 3 月日本在法属印度支那发动政变后，有 15,000 人（12,000 名法国人和 3,000 名殖民
- 辅助军人）被日本短暂关押。[3][15][16]斯大林格勒战役后的德国战俘（1943 年 2 月）  (February 1943)]]

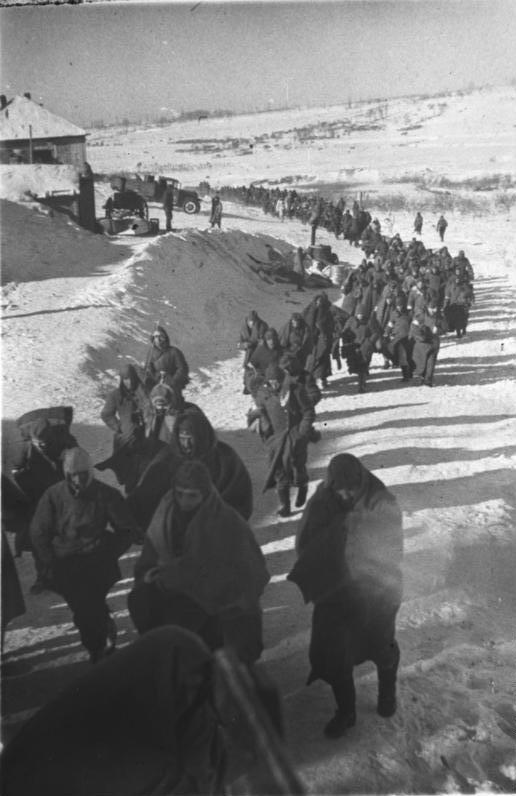
斯大林格勒战役后的德国战俘（1943 年 2 月）

- 德国战俘：被美国关押：总计 11,000,000 人（其中 1,600,000 人被美国俘虏，2,400,000 人[17]被英国俘虏）。[17]美国境内有 425,000 人；[18]英国和英联邦境内有 400,000 多人；[19]截至 1945 年 4 月 30 日，西方国家关押着 280 万人[20]（战后数月内关押人数接近 700 万人[21]）；苏联关押着约 3,000,000 人[22]。少数人被短暂关押在法国，直至法国沦陷[1]。68500人被移交给自由法国，作为人质，以防止轴心国处决自由法国和法国抵抗运动成员；随着战争的进展，这一数字显著增长至 20 多万人。[1]
- 希腊战俘：希腊投降（英语：Axis occupation of Greece）后，约 430,000 名希腊军队士兵被宣布为战俘，但几乎所有士兵都立即获释。一些希腊人加入了盟军在中东的希腊武装部队；估计有 2,000 人随后被俘虏并被视为英国辅助部队。[1]
- 匈牙利战俘：约 280,000 名战俘被苏联关押[1]
- 意大利战俘：意大利投降前意大利战俘人数估计为 700,000[23]。其中：苏联关押：65,000。 [24]154,000 人被关押在英国[25]到战争结束时，已有 400,000 人被英国关押在不同地点[1]。[1][23]最初有少数人被送往美国，后来超过 50,000 人[1]；另有被送往英联邦各个地方（如印度、澳大利亚、南非和肯尼亚）。[1] 1940 年希意战争期间，希腊人俘虏了近 20,000 人，甚至更多[1]。 1943 年，15,000 人被移交给自由法国；后来，这个数字增加到 35,000 多人[1]。意大利投降后，新的意大利战俘人数估计为 1,300,000 人；[23]大多数人（大约100 万人）在意大利投降后被德国人拘禁[23][26]； 德国人不承认他们是战俘。[1]一小部分意大利战俘被日本人拘禁。[3]有估计称，到 1945 年战争结束时，仍有约 100 万名意大利战俘被关押在各个俘虏国手中。[1]战争初期，英国还俘虏了“数千名”意大利殖民军；这些战俘被评估为军事价值不大，随后便被迅速释放。[1]
- 日本战俘：西方盟国关押了 35,000-50,000 人[27]；日本投降后，苏联关押了560,000-760,000 人[28]
- 挪威战俘：德国入侵挪威后，德国迅速俘虏了挪威军队，但挪威人很快就被释放。1943 年约有 1,500 人被捕；约有 1,000 人被关押至战争结束。在整个战争期间，少数为盟军而战的挪威人也偶尔被俘。[1]
- 波兰战俘：入侵波兰后所有战俘：估计数字在 650,000[29]  -1 039 800[29] 之间，较低的估计数字基于关押在战俘营的士兵人数，较高的估计数字则基于被拘留的所有士兵以及类似群体（例如警察）（许多人很快被释放）。其中：420,000-694,000 人被德国关押（许多人很快被释放，然后被迫成为强制劳工[2] ），苏联入侵波兰后关押了125,000[30]、 190,000 [30]或 452 500 人[29]。随着波兰在战争后期组建了几支流亡军队，更多的波兰士兵在战争中被俘；例如，法国沦陷后有 60,000 人被俘。[9]华沙起义后，15,000 名被拘留的波兰游击队员被认定为战俘并被遣送到战俘营。苏联入侵波兰后红军俘虏的波兰战俘（1939 年）

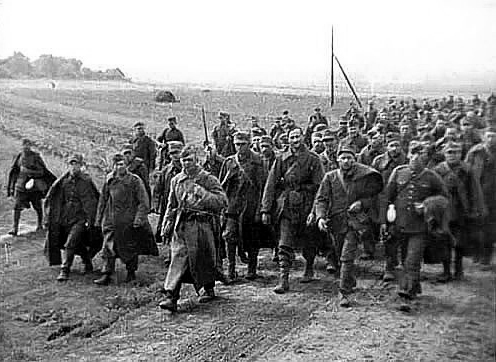
苏联入侵波兰后红军俘虏的波兰战俘（1939 年）

- 苏联关押的罗马尼亚战俘：10 万至 25 万人[31]
- 苏联战俘： 芬兰关押：64,000；[8]德国关押：5,700,000 [32] -6,200,000[32]；罗马尼亚关押：91,000[8] 一小部分（几十名）战俘在 1939 年哈尔滨至诺门戈边境冲突后被日本关押（但那时苏联尚未参加二战）。[3]奥地利毛特豪森集中营营房前，饥饿、憔悴的苏联战俘

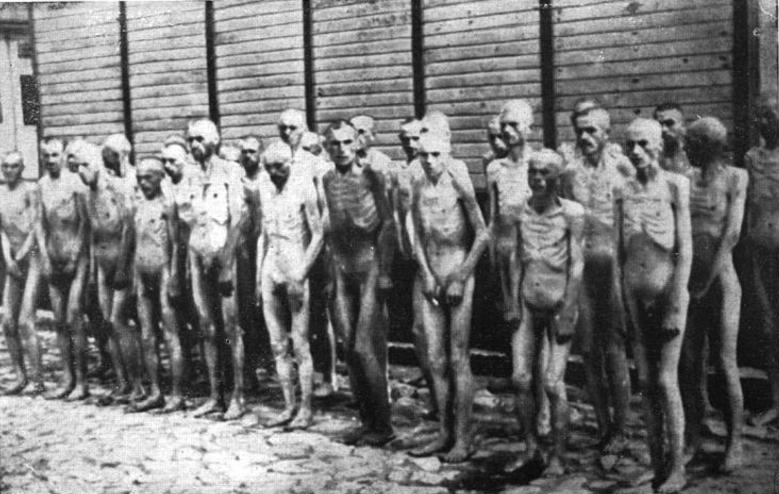
奥地利毛特豪森集中营营房前，饥饿、憔悴的苏联战俘

- 南斯拉夫战俘：大约一半的南斯拉夫军队被德国人俘虏，德国入侵南斯拉夫后不久，约有 35 万名南斯拉夫战俘被俘；然而，其中大约一半的人几乎立即被释放（不过，大多数人在不久之后被迫成为劳工[2]）。不久之后，德国释放了更多的囚犯，只留下了塞尔维亚人（约 130,000 人）。[1]由于南斯拉夫的内斗，超过 100,000 名反对胜利的共产党组织的游击队员在战争快结束时被对手拘留。[1]

按捕获国家/地区划分：
- 英国和英联邦关押的战俘人数：40 万德国人[19]（大部分在加拿大[9]诺曼底登陆前为 4-5 人；该数字也用于表示“在英国关押的德国人”的数量；一些也被转移到美国看管[1]）到战争结束时，德国人有 2,400,000 人）； [17]40 万意大利人[23]（至少有 154,000 人关押在英国[25]或英联邦领土，例如印度、澳大利亚、南非和肯尼亚），以及少量日军（西方盟军控制了 35,000-50,000 人）。[27]英国手中的德军包括 1,200 名荷兰士兵，这些士兵于 1940 年被荷兰俘虏，并在德国占领荷兰之前撤离到英国。[1]
- 德国关押的战俘人数估计为 11,000,000 人（其中约 6,000,000 人为苏联人[32]，5,000,000 人为非苏联人[8]）
- 到 1943 年中期，意大利控制了 80,000 名盟军士兵（其中约 42,000 名英国士兵和 26,000 名英联邦士兵）[1]被日本俘虏的澳大利亚和荷兰士兵（泰国塔尔索，1943 年）

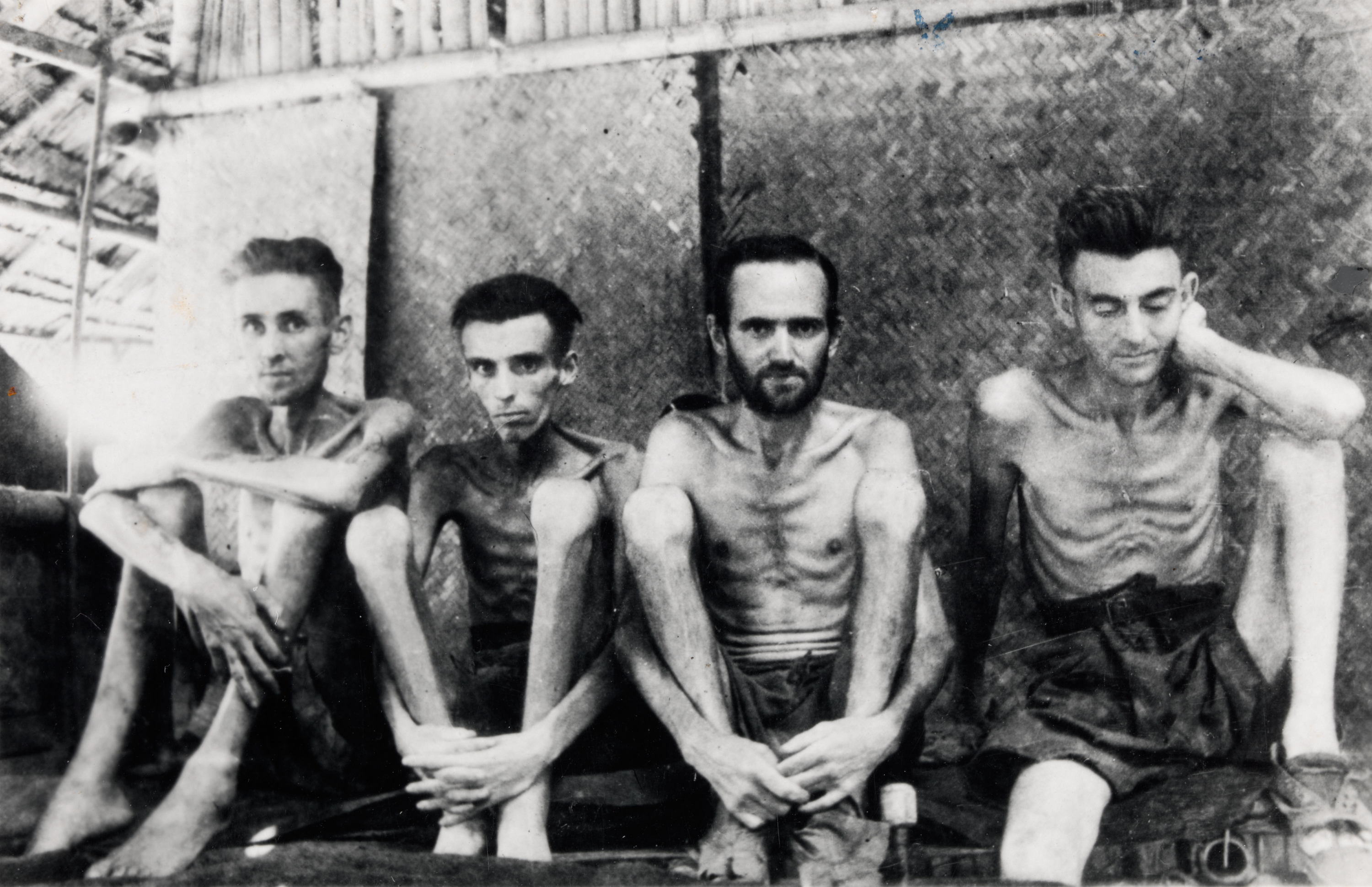
被日本俘虏的澳大利亚和荷兰士兵（泰国塔尔索，1943 年）

- 日本关押的战俘人数估计为32万[9]至35万[10]。其中约13.2万人来自西方同盟国（英联邦、荷兰和美国）。[10]
- 美国关押的战俘人数：425,000 名德国人（在美国领土内）[18]，到战争结束时，已达到 1,600,000 名[17]以及少量的意大利[1]和日本军队（西方盟军关押了 35,000-50,000 人）[27]
- 苏联关押的战俘人数：约 3,000,000 名德国人[22] 65,000 名意大利人[24] 100,000-250,000 名罗马尼亚人[31]以及 560,000 至 760,000 名日本人（日本投降后被拘留）[28]

## 战争法

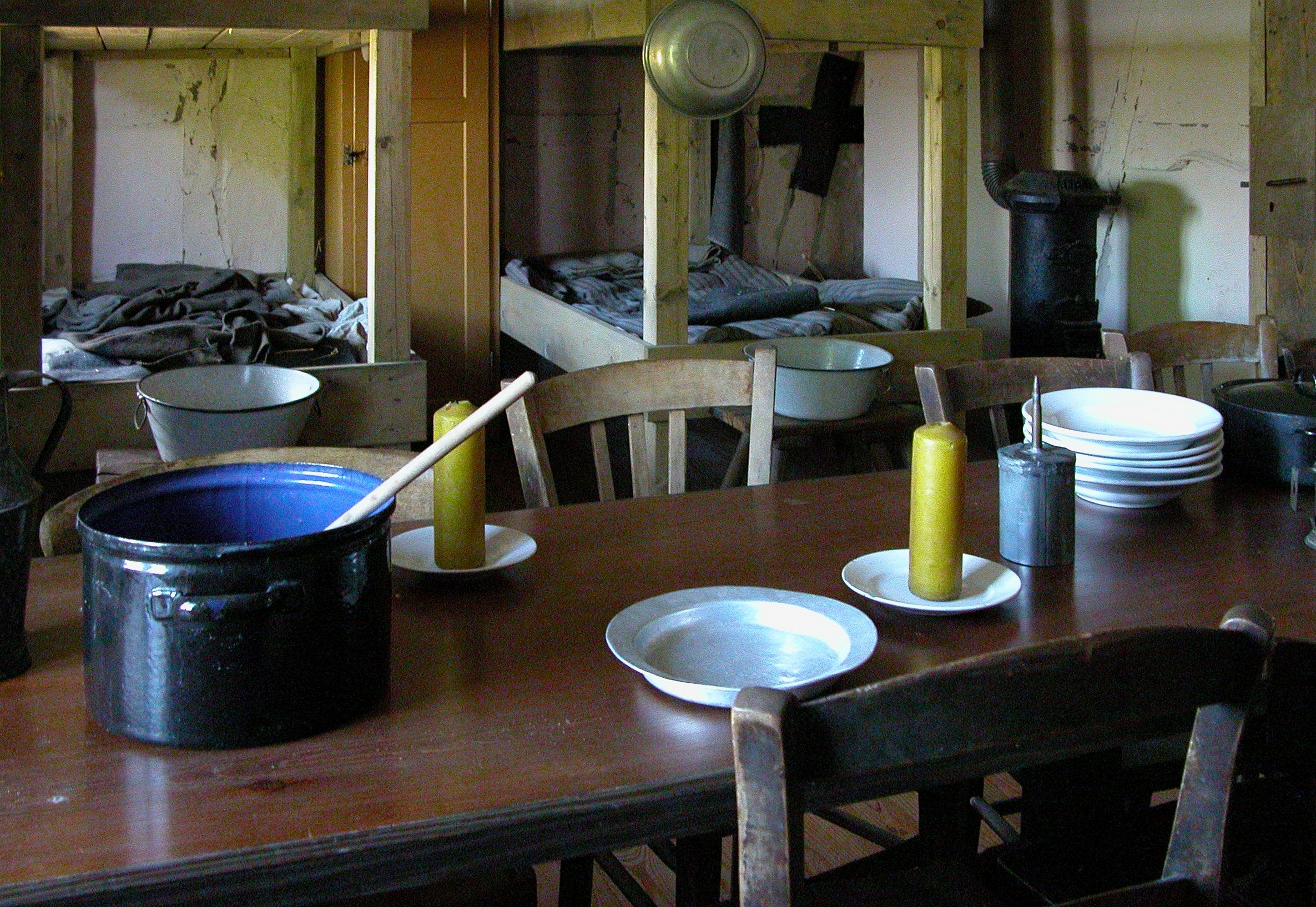
德国博物馆重建的法国战俘宿舍

虽然大多数主要交战国都签署了 1907 年《海牙公约》和 1929 年《日内瓦战俘公约》，但轴心国和苏联却或多或少地忽视了这些公约的规定。（苏联没有签署《日内瓦公约》，而日本签署但未批准）。

## 待遇

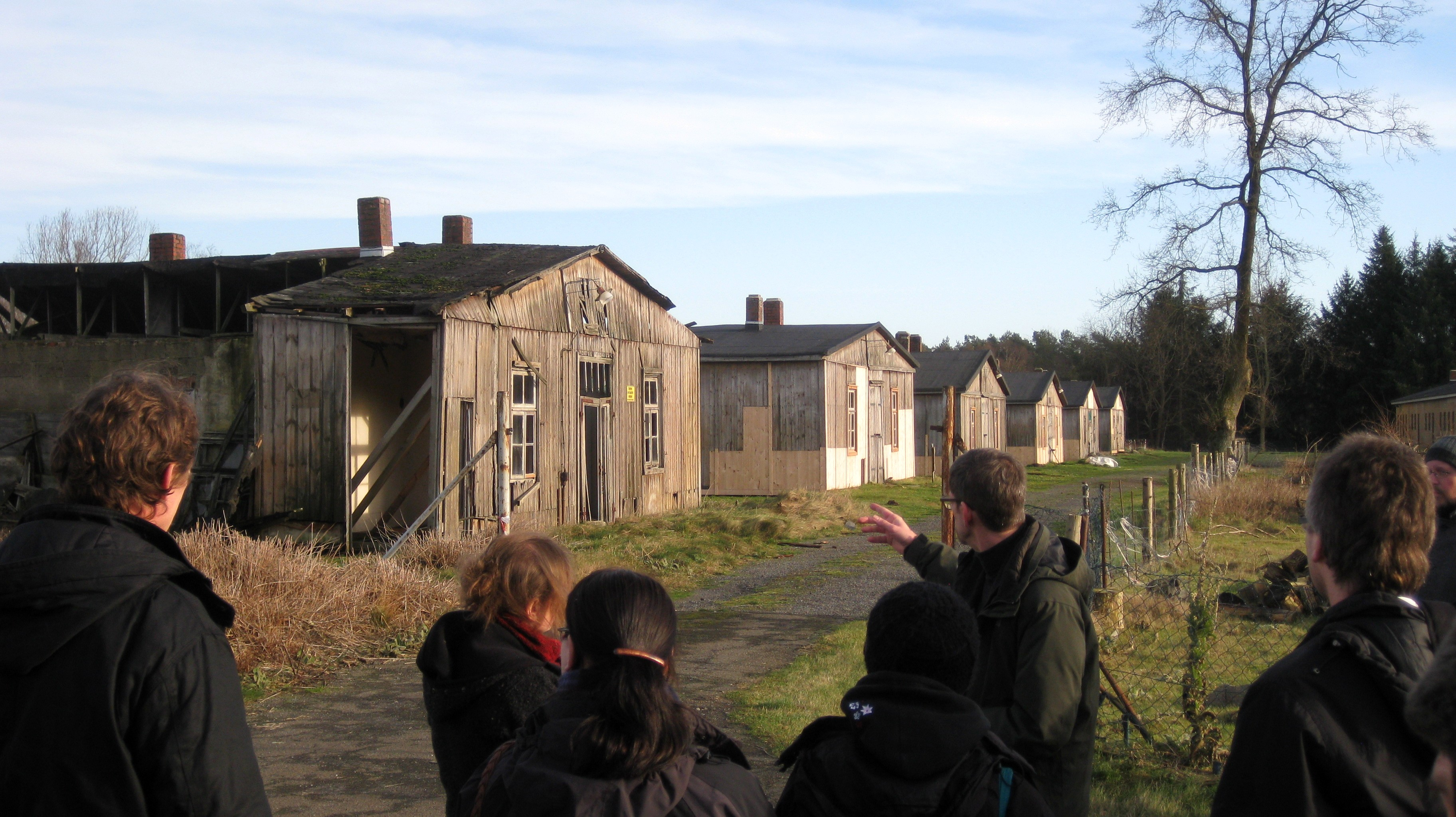
前XB 战俘营的营房

战俘的待遇因时间和地点的不同而有很大差异。有些战俘在被捕后几乎立即被释放或被杀害。许多人最终被关进战俘营。双方的战俘都受到了大量宣传，包括试图招募一些战俘为对方作战。
红十字会的支持对于改善营地条件和补充战俘经常不足的口粮和其他必需品发挥了重要作用，特别是在轴心国管理的营地中。
虐待战俘已被列为第二次世界大战中最臭名昭著的战争罪行”

## 死亡率和暴行

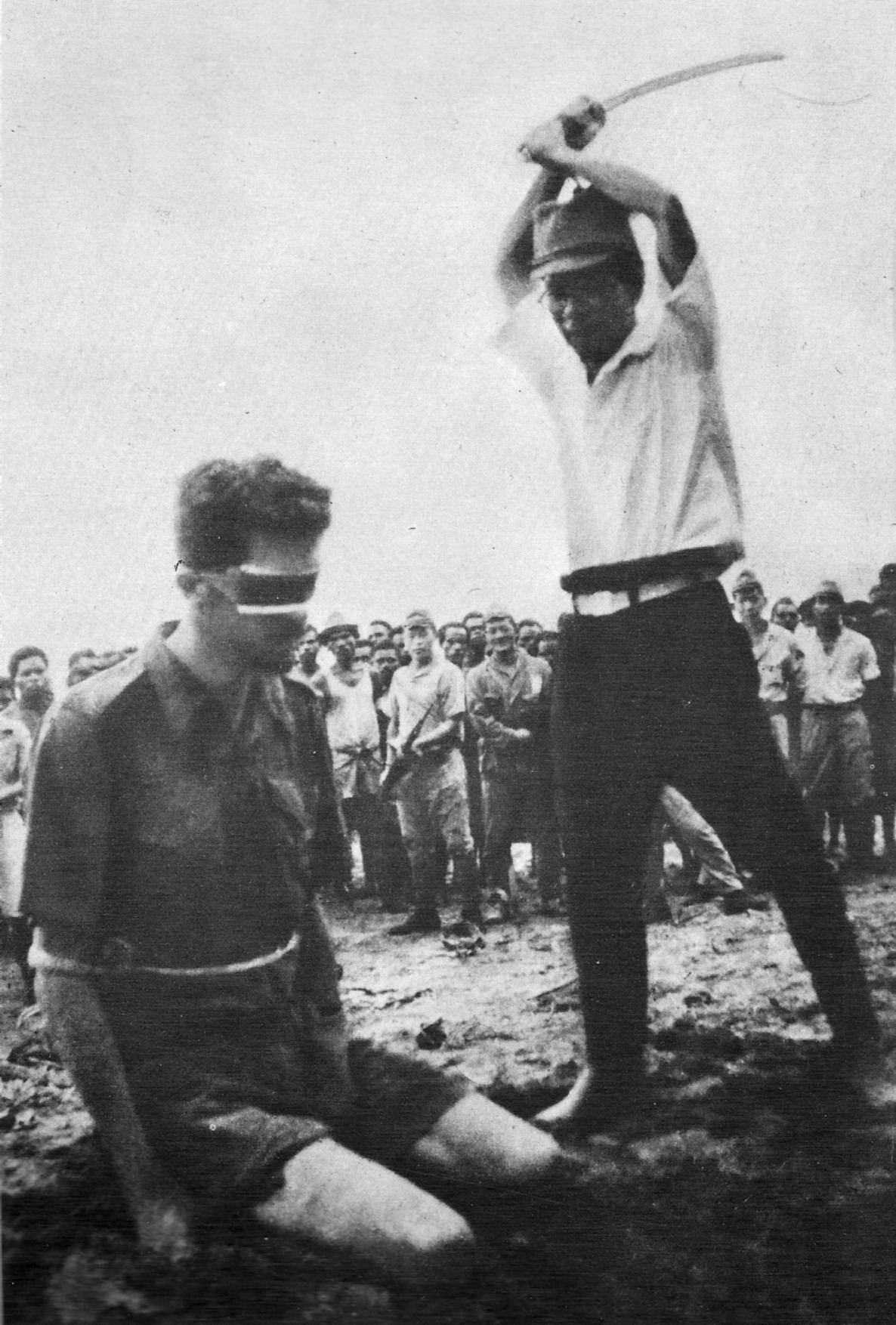
澳大利亚人伦纳德·西夫利特(Leonard Siffleet) 在新几内亚被日军俘虏，在他被斩首前几秒拍摄了照片（1943 年 10 月 24 日）。

第二次世界大战中战俘的死亡率高于第一次世界大战中战俘的死亡率。克里斯蒂安·格拉赫 (Christian Gerlach)将此解释为“战俘人数更多、供应问题更多、出于政治动机的断食、苦役和直接暴力”，包括种族主义。
西线战场的战俘处境最轻松，东线战场和亚洲及太平洋战场的战俘处境则要糟糕得多。在西线战场，双方（尤其是主要交战国——德国、意大利和西方盟国）一般都按照《日内瓦公约》对待对方，而在东线战场，该公约基本被无视。在亚洲及太平洋战场，盟军尊重该公约，人道地对待日本战俘，但日本人却没有这样做。
大约 14%（约 500 万人，不包括中国战俘）在囚禁期间死亡。 德国的苏联战俘（死亡人数约 300 万人）以及在苏联的轴心国和德国战俘（死亡人数约 100 万人，占苏联境内所有轴心国战俘的 1.5%）是受害者最多的国家。西方盟国也有虐待战俘的例子，不过规模要小得多。在盟国中，继苏联之后，法国对待战俘的记录最差。德国对待西方盟军战俘比东线战俘（尤其是苏联战俘）好得多。亚洲和太平洋战线的战俘处境同样艰难，日本对待战俘（西方、中国、印度、菲律宾等）非常严厉。加拿大战俘营被公认为整个战争中最舒适的战俘营之一。

## 后果
大规模囚禁的经历被描述为二战叙事的核心，也是数百万受其影响的士兵及其亲属形成性心理体验。战后，大多数战俘被遣返，在不同国家受到截然不同的待遇。在一些国家，他们被誉为归国英雄或被尊为受害者；在另一些国家，他们被忽视或受到歧视。

### 审判

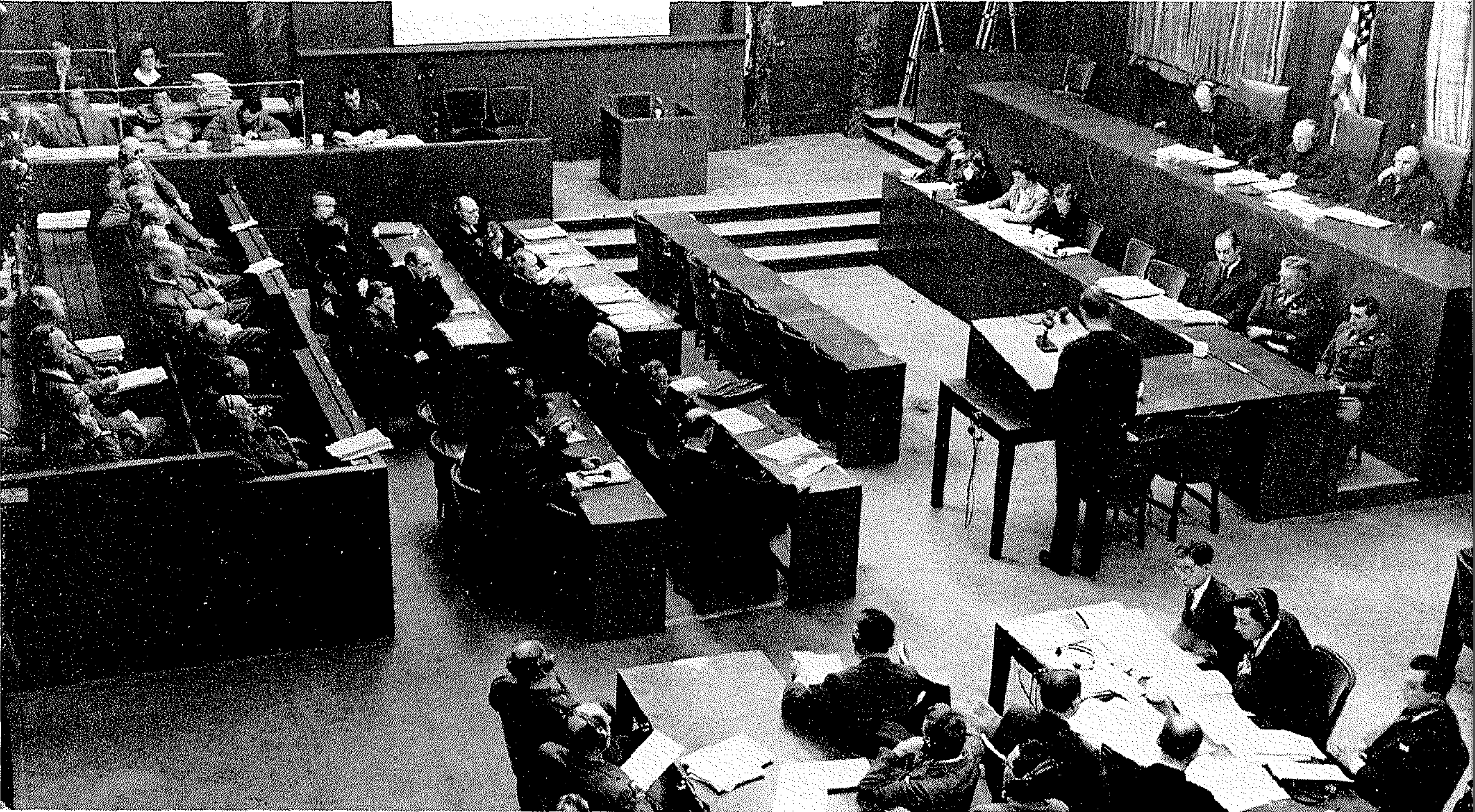
最高指挥部审判法庭

第一次世界大战期间，对被指控犯有针对战俘罪行的德国人的审判在苏联进行。第二次世界大战后不久，在纽伦堡审判中（特别是在最高级指挥官审判期间），许多德国针对战俘的罪行被裁定直接违反了战争法（特别是日内瓦公约和海牙公约）。在那次审判中受审的几乎所有德国高级指挥官都被判犯有针对战俘的罪行。
尽管进行了审判，但德国公众直到 90 年代末才意识到其正规军（德意志国防军）犯下的战争罪行（参见清白的国防军神话）。犯有针对战俘罪行的日本士兵也受到审判（例如，远东国际军事法庭和横滨战争罪行审判）。日本对日军针对战俘所犯罪行的认识仍然很差；这个话题在该国大多被忽视或掩盖。

### 赔偿
战后，和平协议规定以补偿（赔偿金）的形式向盟军战俘进行战争赔偿，并由轴心国支付。这项规定是在轴心国非法（从国际法角度来看）将战俘用作强迫劳工的背景下做出的。然而，由于拟定索赔人名单和资金筹集等问题，赔偿付款被拖延了数年甚至数十年；直到 20 世纪 90 年代，一些关于赔偿不足的索赔要求仍在法庭上讨论，特别是关于日本关押的战俘。苏联战俘和来自苏联势力范围国家的战俘也被拒绝提供大量赔偿，部分原因是冷战背景下的谈判失败。

### 在流行文化中
大众文化中对二战战俘的形象是经过严格筛选的，被盟军胜利的故事所掩盖（在这些故事中，战俘几乎没有发挥什么作用，甚至被视为叛徒，就像苏联一样），并且受到冷战叙事的驱动。
二战战俘的故事因电影《木马》（1950 年）、《阿尔伯特·RN》（1953 年）、《科尔迪茨的故事》（1955 年）、《冲上云霄》（1956 年）和“也许最著名的”（摩尔认为）《大逃亡》 （1963 年）等媒体而广为流传。这些电影也让战犯越狱的概念广为人知，给人一种误解，认为这是一种相对常见的现象。
日本对盟军战俘的残酷虐待在西方臭名昭著，至今仍广为人知；然而，在日本，这一事件大多被忽视或掩盖。同样，正如马克·埃德尔（Mark Edele ）  所指出的，在苏联，“任何声称光荣的红军可能犯下战争罪行的说法都被斥为诽谤敌人的宣传”。在现代俄罗斯，否认发生过此类罪行的情况仍然很常见，这个问题在俄罗斯仍存在政治争议，在俄罗斯研究这一主题也很困难。

## 历史研究
据称，现代史学界对这一主题的研究还不够充分，不过也有例外。例如，在西德，政府成立了德国战俘史科学委员会（通常称为马什克委员会，以其主席埃里希·马施克命名），该委员会对这一主题进行了大量的研究，共收集到 22 卷。

## 按国家和地区

### 所有地区
- 第二次世界大战中的美国战俘
- 第二次世界大战中的英国和英联邦战俘
  - 第二次世界大战中的英国战俘
- 第二次世界大战中的德国战俘
  - 海姆克雷尔（英语：Heimkehrer）

### 西线
- 第二次世界大战中的比利时战俘（英语：Belgian prisoners of war in World War II）
- 第二次世界大战中的丹麦战俘
- 第二次世界大战中的荷兰战俘
- 英国的德国战俘（英语：German prisoners of war in the United Kingdom）
- 在美国的德国战俘（英语：German prisoners of war in the United States）
- 西北欧的德国战俘（英语：German prisoners of war in northwest Europe）
- 第二次世界大战中的法国战俘（英语：French prisoners of war in World War II）
- 第二次世界大战中的意大利战俘
  - 在德国的意大利战俘（英语：Italian prisoners of war in Germany）
  - 澳大利亚的意大利战俘（英语：Italian prisoners of war in Australia）
- 第二次世界大战中的挪威战俘

### 东线战线
- 苏联的芬兰战俘
- 苏联境内的德国战俘（英语：German prisoners of war in the Soviet Union）
- 苏联的意大利战俘
- 第二次世界大战中的波兰战俘（英语：Polish prisoners of war in World War II）
- 苏联的罗马尼亚战俘
- 芬兰的苏联战俘（英语：Soviet prisoners of war in Finland）

### 亚洲和太平洋阵线
- 日本盟军战俘
- 远东战俘
- 地狱船（英语：hell ship）
- 第二次世界大战中的日本战俘（英语：Japanese prisoners of war in World War II）
  - 苏联的日本战俘（英语：Japanese prisoners of war in the Soviet Union）